# ناو کلاس ۱ کایزر فرانس ژوزف
ناو کلاس ۱ کایزر فرانس ژوزف (به انگلیسی: Kaiser Franz Joseph I-class cruiser) یک کلاس از کشتی است که طول آن ۱۰۳٫۷ متر (۳۴۰ فوت ۳ اینچ) می‌باشد.